# Wang Shun
Wang Shun (汪顺T; Ningbo, 11 febbraio 1994) è un nuotatore cinese.

## Carriera
Specializzato nei misti, ha vinto la una medaglia d'oro e due di bronzo alle Olimpiadi sui 200 metri. Detiene, inoltre, il primato nazionale sia sui 200m che sui 400m misti.

## Palmarès
- Giochi olimpici

Rio de Janeiro 2016: bronzo nei 200m misti.
Tokyo 2020: oro nei 200m misti.
Parigi 2024: bronzo nei 200m misti.
- Mondiali

Shanghai 2011: bronzo nella 4x200m sl.
Barcellona 2013: bronzo nella 4x200m sl.
Kazan 2015: bronzo nei 200m misti.
Budapest 2017: bronzo nei 200m misti.
Singapore 2025: argento nella 4x200m sl.
- Mondiali in vasca corta:

Windsor 2016: oro nei 200m misti.
Hangzhou 2018: oro nei 200m misti e bronzo nella 4x200m sl.
- Giochi asiatici

Guangzhou 2010: argento nei 200m misti.
Incheon 2014: bronzo nei 200m misti.
Giacarta 2018: oro nei 200m misti, argento nella 4x200m sl e bronzo nei 400m misti.
Hangzhou 2023: oro nei 200m misti, nella 4x100m sl, nella 4x100m misti e nella 4x100m misti mista, argento nella 4x200m sl, bronzo nei 400m misti.
- Campionati asiatici

Dubai 2012: oro nei 200m misti, nei 400m misti e nella 4x200m sl.
Tokyo 2016: oro nei 200m misti, argento nei 200m sl, nei 400m misti e nella 4x200m sl.